# Royal Sutton Coldfield
Royal Sutton Coldfield er en by i det centrale England, med et indbyggertal (pr. 2001) på cirka 105.000. Byen ligger i grevskabet West Midlands i regionen der også hedder West Midlands, 13 kilometer nord for områdets hovedby Birmingham.
Royal Sutton Coldfield er fødeby for blandt andet Judas Priest-sangeren Rob Halford.
52°34′N 1°49′V / 52.567°N 1.817°V
- Wikimedia Commons har flere filer relateret til Royal Sutton Coldfield